# Araneus hierographicus
Araneus hierographicus är en spindelart som beskrevs av Simon 1909. Araneus hierographicus ingår i släktet Araneus och familjen hjulspindlar.
Artens utbredningsområde är Vietnam. Inga underarter finns listade i Catalogue of Life.